# NOCO 400
De NOCO 400 is een race uit de NASCAR Cup Series. De race wordt gehouden op de Martinsville Speedway in het voorjaar over een afstand van 263 mijl of 423 km. In het najaar wordt op hetzelfde circuit de TUMS Fast Relief 500 gehouden.

## Namen van de race
- Zonder naam (1949 - 1955)
- Virginia 500 (1956 - 1981)
- Virginia National Bank 500 (1982 - 1983)
- Sovran Bank 500 (1984 - 1987)
- Pannill Sweatshirts 500 (1988 - 1989)
- Hanes Activewear 500 (1990)
- Hanes 500 (1991 - 1995)
- Goody's Headache Powder 500 (1996 - 1998)
- Goody's Body Pain 500 (1999 - 2000)
- Virginia 500 (2001 - 2003)
- Advance Auto Parts 500 (2004 - 2005)
- DirecTV 500 (2006)
- Goody's Cool Orange 500 (2007-2008)
- Goody's Fast Pain Relief 500 (2009 - 2010)
- Goody's Fast Relief 500 (2011 - 2012)
- STP Gas Booster 500 (2013 - heden)

## Winnaars
| Jaar                         | Winnaar         | Auto       |
| -                            | -               | -          |
| ---------------------------- | --------------- | ---------- |
| 1949                         | Red Byron       | Oldsmobile |
| 1950                         | Curtis Turner   | Oldsmobile |
| 1951                         | Curtis Turner   | Oldsmobile |
| 1952                         | Dick Rathmann   | Hudson     |
| 1953                         | Lee Petty       | Dodge      |
| 1954                         | Jim Paschal     | Oldsmobile |
| 1955                         | Tim Flock       | Chrysler   |
| Virginia 500                 |                 |            |
| 1956                         | Buck Baker      | Dodge      |
| 1957                         | Buck Baker      | Chrysler   |
| 1958                         | Bob Welborn     | Chrysler   |
| 1959                         | Lee Petty       | Oldsmobile |
| 1960                         | Richard Petty   | Plymouth   |
| 1961                         | Fred Lorenzen   | Ford       |
| 1961                         | Junior Johnson  | Pontiac    |
| 1962                         | Richard Petty   | Plymouth   |
| 1963                         | Richard Petty   | Plymouth   |
| 1964                         | Fred Lorenzen   | Ford       |
| 1965                         | Fred Lorenzen   | Ford       |
| 1966                         | Jim Paschal     | Plymouth   |
| 1967                         | Richard Petty   | Plymouth   |
| 1968                         | Cale Yarborough | Mercury    |
| 1969                         | Richard Petty   | Ford       |
| 1970                         | Bobby Isaac     | Dodge      |
| 1971                         | Richard Petty   | Plymouth   |
| 1972                         | Richard Petty   | Plymouth   |
| 1973                         | David Pearson   | Mercury    |
| 1974                         | Cale Yarborough | Chevrolet  |
| 1975                         | Richard Petty   | Dodge      |
| 1976                         | Darrell Waltrip | Chevrolet  |
| 1977                         | Cale Yarborough | Chevrolet  |
| 1978                         | Darrell Waltrip | Chevrolet  |
| 1979                         | Richard Petty   | Chevrolet  |
| 1980                         | Darrell Waltrip | Chevrolet  |
| 1981                         | Morgan Shepherd | Pontiac    |
| Virginia National Bank 500   |                 |            |
| 1982                         | Harry Gant      | Buick      |
| 1983                         | Cale Yarborough | Chevrolet  |
| Sovran Bank 500              |                 |            |
| 1984                         | Geoffrey Bodine | Chevrolet  |
| 1985                         | Harry Gant      | Chevrolet  |
| 1986                         | Ricky Rudd      | Ford       |
| 1987                         | Dale Earnhardt  | Chevrolet  |
| Pannill Sweatshirts 500      |                 |            |
| 1988                         | Dale Earnhardt  | Chevrolet  |
| 1989                         | Darrell Waltrip | Chevrolet  |
| Hanes Activewear 500         |                 |            |
| 1990                         | Geoffrey Bodine | Ford       |
| Hanes 500                    |                 |            |
| 1991                         | Dale Earnhardt  | Chevrolet  |
| 1992                         | Mark Martin     | Ford       |
| 1993                         | Rusty Wallace   | Pontiac    |
| 1994                         | Rusty Wallace   | Ford       |
| 1995                         | Rusty Wallace   | Ford       |
| Goody's Headache Powder 500  |                 |            |
| 1996                         | Rusty Wallace   | Ford       |
| 1997                         | Jeff Gordon     | Chevrolet  |
| 1998                         | Bobby Hamilton  | Chevrolet  |
| Goody's Body Pain 500        |                 |            |
| 1999                         | John Andretti   | Pontiac    |
| 2000                         | Mark Martin     | Ford       |
| Virginia 500                 |                 |            |
| 2001                         | Dale Jarrett    | Ford       |
| 2002                         | Bobby Labonte   | Pontiac    |
| 2003                         | Jeff Gordon     | Chevrolet  |
| Advance Auto Parts 500       |                 |            |
| 2004                         | Rusty Wallace   | Dodge      |
| 2005                         | Jeff Gordon     | Chevrolet  |
| DirecTV 500                  |                 |            |
| 2006                         | Tony Stewart    | Chevrolet  |
| Goody's Cool Orange 500      |                 |            |
| 2007                         | Jimmie Johnson  | Chevrolet  |
| 2008                         | Denny Hamlin    | Toyota     |
| Goody's Fast Pain Relief 500 |                 |            |
| 2009                         | Jimmie Johnson  | Chevrolet  |
| 2010                         | Denny Hamlin    | Toyota     |
| Goody's Fast Relief 500      |                 |            |
| 2011                         | Kevin Harvick   | Chevrolet  |
| 2012                         | Ryan Newman     | Chevrolet  |
| STP Gas Booster 500          |                 |            |
| 2013                         | Jimmie Johnson  | Chevrolet  |

Huidige races:
Can-Am Duel ·
Daytona 500 ·
Subway Fresh Fit 500 ·
Kobalt Tools 400 ·
Food City 500 ·
Auto Club 400 ·
STP Gas Booster 500 ·
NRA 500 ·
Aaron's 499 ·
Toyota Owners 400 ·
Bojangles' Southern 500 ·
FedEx 400 ·
Coca-Cola 600 ·
STP 400 ·
Pocono 400 ·
Quicken Loans 400 ·
Toyota/Save Mart 350 ·
Coke Zero 400 ·
Quaker State 400 ·
Camping World RV Sales 301 ·
Brickyard 400 ·
Gobowling.com 400 ·
Cheez-It 355 at The Glen ·
Pure Michigan 400 ·
Irwin Tools Night Race ·
AdvoCare 500 (Atlanta Motor Speedway) ·
Federated Auto Parts 400 ·
Geico 400 ·
Sylvania 300 ·
AAA 400 ·
Hollywood Casino 400 ·
Bank of America 500 ·
Camping World RV Sales 500 ·
Goody's Headache Relief Shot 500 ·
AAA Texas 500 ·
AdvoCare 500 (Phoenix International Raceway) ·
Ford EcoBoost 400

Voormalige races:

Buddy Shuman 276 ·
Budweiser 400 ·
Budweiser NASCAR 400 ·
Columbia 200 ·
Coors 420 ·
First Union 400 ·
Greenville 200 ·
Hickory 276 ·
Kobalt Tools 500 (Atlanta Motor Speedway) ·
Los Angeles Times 500 ·
Mountain Dew Southern 500 ·
Northern 300 ·
Pepsi 420 ·
Pepsi Max 400 ·
Pickens 200 ·
Pop Secret Microwave Popcorn 400 ·
Sandlapper 200 ·
Subway 400 ·
Tyson Holly Farms 400 ·
Winston Western 500